# Ecco mormorar l’onde
Ecco mormorar l´onde es un madrigal perteneciente al segundo libro de madrigales de Claudio Monteverdi, para 2 sopranos, 2 tenores y bajo. Se trata de una oda al amanecer, basada en un poema de Torcuato Tasso. 
Está escrita en estilo polifónico, utilizando el recurso de la imitación (canon), y una cadencia al final de cada estrofa.
Representa el ejemplo más notable de la tendencia descriptiva característica del segundo libro de madrigales.
Monteverdi utiliza distintos recursos musicales para describir aquellos elementos a los que hace referencia el texto. Por ejemplo, el madrigal comienza con una línea melódica en una de las voces masculinas sobre el texto Ecco mormorar l’onde (He ahí las susurrantes olas),  con una nota repetida para terminar en una pequeña ondulación justo sobre la primera sílaba de onde. De esta forma la melodía dibuja la imagen que describe el texto.
Asimismo, la palabra tremolar (que corresponde a tembloroso) está musicalizada en las cuatro voces con cuatro semicorcheas con una ligera ondulación en la línea melódica, lo que le da la imagen de temblor del texto.
Las voces femeninas entran con el verso a l’aura mattutina (junto al aura matutina), con valores rítmicos más largos y una línea ascendente, que sugiere un lento amanecer.
En la segunda estrofa, el texto E sovra i rami i vaghi augelli (Y en las ramas las lindas avecillas), está musicalizado con las voces femeninas, con un pequeño canon que sugiere el canto de los pájaros.

## Texto
| Original en Italiano Ecco mormorar l’onde e tremolar le fronde a l’aura mattutina e gl’arborscelli. (x2) E sovra i verdi rami i vagh'augelli cantar soavemente e rider l’oriente, Ecco già l’alb’appare e si specchia nel mare e rasserena il cielo e imperla il dolce gelo e gl’alti monti indora. O bella e vaga aurora l’aura è tua messaggera e tu de l’aura ch’ogn’arso cor ristaura. | Traducción al español He ahí las susurrantes olas y el tembloroso follaje junto al aura matutina y los arbustos. (x2) Y en las ramas las lindas avecillas cantan dulcemente y el oriente sonríe. He ahí el alba que ya asoma y se refleja en el mar y serena el cielo y el dulce hielo perla los campos y dora los montes. Oh hermosa e imprecisa aurora el aura es tu mensajera y tú lo eres del aura, que a todo ardiente corazón repara. |